# Linda Chisholm
Pour les articles homonymes, voir Chisholm.
Linda Rae Chisholm est une joueuse américaine de volley-ball née le 21 décembre 1957 à Northridge  (Los Angeles).

## Biographie
Linda Chisholm fait partie de l'équipe des États-Unis de volley-ball féminin médaillée d'argent aux Jeux olympiques d'été de 1984 à Los Angeles.